# 이마가와 우지치카
이마가와 우지치카(일본어: 今川氏親, 1473년 ~ 1526년 8월 1일)는 스루가 센고쿠 다이묘이며 이마가와 가문 7대 당주이다.

## 생애

### 출생
아버지 스루가 슈고 이마가와 요시타다(今川義忠)가 오닌의 난(應仁の亂)에서 동군측에 서 상경할 때 어머니 기타카와도노(北川殿)와 결혼했다고 사료된다. 기타카와도노는 이세 모리토키(伊勢盛時, 후에 호조 소운北条早雲)의 누나이다. 이세 모리토키가 낭인이라고 생각되던 시기에는 이마가와 우지치카의 어머니가 측실이라고 단정했지만, 근년 연구에서는 이세 모리토키는 막부의 칙사를 맡았던 이세 가문이라는 것이 판명되어, 우지치카의 어머니는 정실이었다고 생각된다. 분메이 5년 (1473년)에 이마가와 우지치카는 태어났다. 아명은 다쓰오마루(龍王丸)이다.

### 가독 다툼
분메이 8년(1476년)에 아버지 이마가와 요시타다가 도토미에서 잇키의 습격을 받고 전사한다. 다쓰오마루는 아직 유아였기 때문에 가신 미우라 가문(三浦氏)과 아사히나 가문(朝比奈氏) 등이 5촌 당숙인 오시카 노리미쓰(小鹿範満)를 옹립해 가독 다툼이 일어난다.
호리고에 구보(堀越公方) 칙사 우에스기 마사노리(上杉政憲)와 우기가야쓰 우에스기 가문의 재상 오타 도칸(太田道灌)이 병력을 이끌고 스루가로 주둔 가독 다툼에 개입한다. 이를 외삼촌인 이세 모리토키가 중개를 하여 오시카 노리미쓰가 다쓰오마루를 후견하는 것으로 일단락되었다.
가독을 대행한 오시카 노리미쓰가 이마가와야카타(今川館)로 거처를 옮긴다. 다쓰오마루와 어머니 기타카와도노는 오가와 성에서 지내게 된다. 분메이 11년 (1479년) 이세 모리토키는 막부에 신청하여 쇼군 아시카가 요시마사(足利義政)의 이름으로 된 가독 상속 어내서를 다쓰오마루에게 주었다.
하지만, 다쓰오마루가 성인이 되었서도 오시카 노리미쓰는 가독에 대한 권리를 반환하지 않고, 오히려 다쓰오마루를 공격할 움직임을 보인다. 분메이 19년 (1487년) 기타카와도노와 다쓰오마루는 교토에 있는 외삼촌 이세 모리토키에게 도움을 요청해 모리토키는 다시금 스루가로 향한다. 동년 11월 이세 모리토키는 이시와키 성을 거점으로 거병하여 이마가와야카타를 습격해 오시카 노리미쓰를 죽인다. 다쓰오마루는 이마가와야카타로 거처를 옮긴 후 성인식을 하고 이름은 우지치카로 고친다. 이세 모리토키에게는 고코쿠지 성을 주었다.

### 이마가와 가문의 당주
호리고에 구보 가문에서 내분이 일어나자 메이오 2년 (1493년) 쇼군 아시카가 요시즈미(足利義澄)의 명에 따라 이세 모리토키는 아시카가 자차마루(足利茶々丸)를 토벌하고 이즈국을 수중에 넣는다. 이마가와 우지치카도 모리토키에게 병력을 빌려주었다고 한다. 이 사건은 간레 호소카와 마사모토(細川政元)가 일으킨 메이오 정변(쇼군을 폐위시킨 사건)과 연관된 움직임이었다. 이 후 우지치카와 모리토키는 비밀접촉을 갖고 지배 영역을 넓히게 된다.
스루가의 인접 지역인 도토미는 예전부터 이마가와 가문이 슈고직을 계승했지만, 후에 시바 씨(斯波氏)에게 슈고직을 빼앗기게 된다. 도토미 국 탈환은 이마가와 가문의 소망이었고, 도토미에서의 전투로 우지치카의 아버지 요시타다는 전사했었다.
메이오 3년 (1494년)부터 도토미 공격한다. 이때 병력을 이끈 것은 이세 모리토키였다. 그리고, 도토미 중부까지 세력을 떨친다. 이 시기 우지치카는 아직 도토미 슈고는 아니었지만, 독자적으로 검지를 단행해 슈고 시바 가문의 지배를 부정했다. 사실상 이마가와 가문은 무로마치 막부의 통치체제에서 벗어나 슈고 다이묘에서 센고쿠 다이묘로 탈피했다고 전해진다. 또, 우지치카는 스루가 본국에서도 검지를 실시 영국 일원지배를 진행했다. 그리고, 금광을 개발해 재력을 축적해나간다.
이세 모리토키는 계속 병력을 모아 분키년간 (1501년 ~ 1504년)에 미카와 이와즈 성의 마쓰다이라 가문을 공격한다. 그리고, 가이도 공격해 다케다 가문과도 싸운다.
한편, 우지치카는 모리토키의 간토 진출에도 협력해 두 우에스기 가문의 다툼에 개입해 오기가야쓰 우에스기 가문 편을 들어 야마노우치 우에스기 가문과 전쟁을 하게 된다. 에이쇼 원년 (1504년) 무사시 다치가와라 전투(立河原の戦い)에서 모리토키와 함께 출전하여 간토칸레 우에스기 아키사다를 격파한다.
에이쇼 2년 (1505년) 무렵에는 구게 나카노미카도 노부타네(中御門宣胤)의 딸을 정부인으로 맞이한다.
에이쇼 3년 ~ 5년 (1506년 ~ 1508년) 다시 이세 모리토키가 이끄는 이마가와 군이 미카와를 공격하고 마쓰다이라 나가치카(松平長親)와 싸운다.
에이쇼 6년 (1509년) 이후에는 이세 모리토키는 이마가와 가문의 무장으로 활약하지 않는다. 이 무렵 모리토키는 정치적으로 이마가와 가문에서 독립한 것 같고, 이후 간토 진출에 박차를 가한다.
에이쇼 5년 (1508년) 우지치카는 막부에 부탁하여 정식으로 도토미 슈고직에 위계되어 도토미 지배의 대의명분을 얻었다. 에이쇼 8년 (1511년) 오와리 슈고 시바 요시타쓰(斯波義達)가 이마가와측 오사카베 성을 공격했지만, 격퇴하였다. 하지만, 시바 요시타쓰가 공격을 멈추지 않았기 때문에 도토미는 전화로 황폐해져 갔다.
에이쇼 15년 (1516년) 히쿠마 성의 오코치 사다쓰나(大河内貞綱)가 이마가와 가문을 배신하고 시바 요시타쓰에게 붙었다. 이에 우지치카는 히쿠마 성을 포위하고, 광산의 광부를 동원하여 성의 수원인 미즈노테(水の手)를 없애 항복을 받아낸다. 여기서 성주 사다쓰나는 전사하였고, 시바 요시타쓰는 출가를 조건으로 항복하여 오와리로 돌려보냈다. 이렇게 하여 도토미는 평정되었다.
또, 에이쇼 12년 (1515년) 가이에서 오이 노부다쓰(大井信達)가 반란을 하자 그에 편이 되어 가이 가쓰야마 산성을 점거하여 가이 슈고 다케다 노부토라(武田信虎)와 싸운다. 에이쇼 14년 (1517년) 우지치카는 다케다 노부토라와 화친하고 철병한다. 이 후에도 몇 번에 걸쳐 가이를 공격해 다케다 가문과 대립하게 된다.
부인이 구게의 딸이기 때문에 교토에 대한 연이 깊어, 교토 문화를 받아들이게 된다. 특히 우지치카는 와카와 렌카를 좋아했다. 만년에는 중풍으로 고생했기 때문에 부인이 옆에서 보좌하였다. 죽기 2개월 전인 다이에 6년 (1526년) 4월 센고쿠 시대의 대표적인 분국법인 이마가와 가나 목록(今川仮名目録)를 재정하였다. 적자 이마가와 우지테루는 아직 어렸기 때문에 집안의 내분을 잠재우려는 목적이었다. 향년 53세로 생을 마감한다.
이마가와 우지치카는 시마즈 짓신사이(島津日新斎)와 다케다 노부토라(武田信虎)와 함께 슈고 가문이 센고쿠 다이묘로 거듭나게 해 이마가와 가문을 중흥시킨 시조라 할 수 있다.

## 평가
일반적으로 이마가와 가문이라고 하면, 오케하자마 전투(桶狭間合戦)에서 전사한 이마가와 요시모토(今川義元)를 떠올리지만, 전성기는 요시모토 시대가 아니라 우지치카가 통치했던 시대이다. 후에 호조 소운이 되는 이세 모리토키를 가신으로 삼아 스루가 도토미를 완전히 지배하에 두었고, 미카와 동부도 자신의 세력하에 두었다. 더욱이 미카와 서부에서 두각을 나타내는 마쓰다이라 나가치카를 견제하기 위해 이세 모리토키를 총대장으로 미카와 서부를 공격하는 등 광범위한 군사행동을 하였다(마쓰다이라 가문이 미카와 전역을 장악한 때는 마쓰다이라 기요야스(松平清康)가 통치하던 시대다). 또한, 미카와 동부의 지배를 안정시키기 위해 마키노 씨(牧野氏)에게 요시다 성을 쌓게 하는 등, 군사 거점 확보에도 공을 들였다. 오와리에 있어서도 나고야 성(那古野城)을 쌓아 그곳에 막내 아들 이마가와 우지토요(今川氏豊)가 지배하는 등, 오와리 중심부에도 이마가와 가문의 세력이 미치게 된다.
이와 비교해 볼 때 이마가와 요시모토 시대에는 호조 가문과 대립관계로 있고 (스루가 동부의 지배권을 가지고 대립하다 나중에 동맹을 맺음), 미카와 서부의 마쓰다이라 가문의 세력이 와해되지 않았기 때문에 후에 독립하게 된다. 오와리 공략을 목표로 대군을 이끌고 공격했지만, 오다 노부나가(織田信長)에게 패해 이마가와 가문의 권위는 추락하게 된다. 이점을 들어 요시모토는 중신 다이겐 셋사이(太原雪斎)에 의지한 면이 컸던 것으로 여겨지기도 한다.
| 전임 이마가와 요시타다 | 제9대 이마가와 가문 종가 당주 1487년 ~ 1526년 | 후임 이마가와 우지테루 |